# Kanagal, Hunsur
Kanagal là một làng thuộc tehsil Hunsur, huyện Mysore, bang Karnataka, Ấn Độ.